# James Brown
James Joseph Brown (Barnwell, Carolina del Sud, 3 de maig del 1933 - Atlanta, Geòrgia, 25 de desembre del 2006) cantant de funk i soul estatunidenc, conegut també com a "Soul Brother Number One", "Mr. Dynamite", "The Hardest-Working Man in Show Business", "Minister of The New Super-Heavy Funk", "Universal James", però potser el seu àlies més famós sigui "the Godfather of Soul" (El Padrí del Soul).

## Biografia
Va néixer el 3 de maig del 1933, en una barraca a Barnwell, Carolina del Sud i va morir el 25 de desembre de l'any 2006 a Atlanta, Geòrgia, a l'edat de 73 anys.
Prové d'una família pobra d'un barri marginal. Això el va obligar a ocupar des de l'adolescència tota mena de treballs. Abandonat per la seva mare, Brown va créixer amb el seu pare, un treballador itinerant, fins que va acabar a Augusta (Geòrgia), on una tia regentava una fonda que també funcionava com timba i prostíbul. Sense tot just educació, el nen Brown va procurar guanyar-se la vida netejant sabates, recollint cotó i robant peces de cotxes. Abans de complir els vint anys ja havia estat detingut per robatori a mà armada i va ser condemnat a complir entre 8 i 16 anys de presó (segons ell, encara era un menor però el van tancar i el van jutjar quan va arribar a l'edat penal). Va ser un bon pres i, després de tres anys i un dia, el van alliberar i va estar més de tres anys en un reformatori.

## Entrada al món de la música
El 1953 va ingressar en el grup de gospel The Starlighters. Amb ell en el grup van anar transformant-se des del gospel al R&B. Temps després el nom del grup va passar a ésser The Famous Flames.
El 1955 van publicar el single "Please, Please, Please".
El 1958 publiquen "Try Me" i "It's a man's, man's, man's world", els quals arribaran al número u de vendes de R&B.
El 24 d'octubre del 1962 van oferir un concert el teatre Apollo de Nova York, el resultat seria un gran disc que duria com nom "Live at The Apollo". A partir d'aquest moment, els èxits van començar a acumular-se en la seva carrera, amb títols com "I'll Go Crazy", "Thing" i "Prisioner of Love".
Ja consolidat com una de les més brillants estrelles del soul, no va ser sinó fins al 1965 quan amb "Papa's Gonna Brand A New Bag" fa alguna cosa realment original. Ressaltant el ritme sobre la melodia, compassos en síncope, entretallades guitarres raspant es van fer notar en aquesta composició i també a "Cold Sweat" del 1967; donant a conèixer un nou concepte conegut com a funk.
El Funk va ser una veritable bocanada d'aire fresc a la música ensucrada per als afroamericans de llavors, i a més d'un rescat de l'herència del jazz i els ritmes afrocubans.
De fet com diu el músic de James Brown, Pee Wee Ellis al documental "Soul Deep", "Cold Sweat es va basar en una línia d'un tema de cool jazz cridat So What? de Miles Davis".
Però de major rellevància, va ser l'energitzant després del Moviment Pels Drets Civils; com molt bé ho va representar el seu èxit del 1968 "Say It Loud I'm Black & Proud", tot un alleujament de pur orgull negre que, no obstant això, li va valer la censura de moltes estacions de ràdio racistes.

## Carrera en solitari
Després de separar-se del grup amb el qual es va donar a conèixer, The Flamous Flames, per raons monetàries i de convivència; James Brown va començar a actuar amb una banda més jove originalment cridada The Pacemakers i que pefgr a ell d'aquí des d'ara els rebatejaria com The JB´S, amb qui aprofundí més a les exploracions rítmiques i sonores, posant accent en el primer de 4 compassos (la fórmula funky per excel·lència denominada "The One") amb l'ajut dels músics Phelps i William Bootsy Collins, el trombonista Fred Wesley, el saxofonista Maceo Parker i el seu germà en la bateria Mel Parker. Bootsy, Fred i Maceo es van unir posteriorment a la cofradia espacial de George Clinton coneguda com a P-Funk.
Amb aquesta nova alineació va seguir aconseguint nous èxits: "Sex Machine" que fou núm.1 R&B el 1970, "The Payback" àlbum de multiplatí el 1974, "My Thang", "Gravity", "Papa don't take no mess", "Body Heat" entre d'altres.
En els seus escarceos amb el cinema, va participar el 1980 en la pel·lícula "The Blues Brothers", al costat de John Belushi i Dan Aykroyd, treballant després en 1998 en la seqüela del film "Blues Brothers 2000". En ambdues, va representar un reverend. El 1986 grava "Living in America", el tema compost per a la pel·lícula "Rocky IV".
El 1988 va ser arrestat per maltractar a la seva dona i per consum de drogues, període que fou aprofitat per productors de Hip Hop per a samplejar trossos de la seva música. Va ser condemnat a sis anys de presó, encara que en va sortir el 1991.
El 1996 va morir la seva esposa durant una operació de cirurgia estètica i el 1998 va ser arrestat de nou per tinença d'armes i consum de drogues, als pocs dies d'haver sortit d'una clínica de desintoxicació.
En els anys 1997 i 2005 va visitar Xile (Santiago de Xile (ambdós anys) i Vinya del Mar (només 2005)) per a realitzar els seus concerts habituals. L'any 1999 va suspendre a Xile el recital que es va programar, per problemes de descoordinació entre companyies.
Al novembre de 2006, Brown es va presentar durant una cerimònia en Alexandra Palace, a Londres, on va ser reconegut amb la seva entrada al Saló de la Fama del Regne Unit, 20 anys després d'haver rebut un homenatge similar als Estats Units.
El diumenge 24 de desembre del 2006, Brown, l'autoproclamat "home més treballador del món de l'espectacle", és ingressat a l'Emory Crawford Long Hospital a causa d'una pneumònia. Tot i els intents dels metges, el cor del "padrí del soul" va deixar de bategar en la matinada de Nadal de 2006 a l'1.45 de la matinada, a l'edat de 73 anys. El seu amic i company Charles Bobbit es trobava amb ell en el moment de la seva defunció.
James Brown va aconseguir dur les seves maneres d'església inspirats en el gospel al rhythm and blues, que en els anys seixanta, ja amb consciència racial, es va transformar en el que es denominaria posteriorment com soul i va inundar el planeta. Va desenvolupar el ritme concentrat en estat pur que es va batejar com funk i que mantindria el seu ganxo fins al present. En els setanta, el funk va tenir com fill bastard a la comercial disc music, l'afrobeat de gent com Fela Kuti, i va servir de base per a la fundació del hip-hop: milers de temes de rap parteixen d'enregistraments de Brown com "Funky drummer", "Give it up or turn it loose" o "Think" del seu protegida Lyn Collins. Fins i tot molts passos de breakdance provenen directament o indirecta dels frenètics moviments de ball (" The Boogaloo", "get down", "slide", "robot")als quals instava seguir en temes com "Get On The Good Foot" de 1972.
Per cridar-lo d'alguna manera, el funk és una creació col·lectiva: tots els instruments es concentren a generar un cert ritme, a costa de la melodia. James Brown va tenir la genialitat d'implicar a instrumentistes imaginatius, molts dels quals van seguir productives carreres en solitari: Alfred Pee Wee Ellis, Maceo Parker, Fred Wesley, William Bootsy Collins. Però sense la visió d'un geni com James Brown, és possible que no haguessin passat de noms per a col·leccionistes.
El rei del soul buscava el moment adequat per a gravar: molts dels seus més grans clàssics es van fer en la carretera, entre actuació i actuació. No podia ser d'altra manera. Brown s'havia guanyat a pols el títol de "el treballador més dur del món de l'espectacle" a causa de la intensitat de les seves actuacions i el nombre de concerts: més de 300 en els seus bons anys. Li agradava presumir de l'afilada precisió de les seves bandes, sotmeses a disciplina fèrria, ratllant el militar: multes per retards, negligències indumentàries, fallades musicals; i si el culpable es resistia, podia arribar a posar-se violent.
James Brown va ser declarat culpable de maltractament a la seva esposa l'any 2004, quan després d'una discussió la va llançar al sòl i va amenaçar de matar-la. Després de pagar una sanció de 1.087 dòlars va ser posat en llibertat. Segons la seva esposa Brown mantenia en el moment de la seva mort,, una relació conjugal feliç amb ella.
Quan Brown va morir molta gent es va llançar al carrer per a guiar el seu taüt fins al teatre Apol·lo. Quan va morir, Tomi es trobava seguint un tractament de rehabilitació: "L'últim que em va dir era que m'estimava a la meva i al bebè, ens veurem aviat", van ser les últimes paraules de James, segons ha manifestat la seva vídua al Chronicle d'Augusta.
La negativa de l'advocat i el comptable a permetre entrar en la seva casa a Tomi ha estat interpretada per ella com una agressió "Aquest és la meva llar. No tinc cap diners. No tinc on anar."
Sense cap dubte estem davant tota una llegenda, Brown va aconseguir arribar a una posició hegemònica durant la segona meitat del segle xx, el qual va quedar marcat per l'emergència la seva necessitat de la música afroamericana. Michael Jackson va poder ser més popular però no va gaudir de la seva influència sonora. Miles Davis va tenir més respecte però mai va assolir el seu impacte comercial. La seva influència en la música ha estat tal que músics com Mick Jagger, The Who, David Bowie i Michael Jackson li han reconegut com un gran inspirador en les seves carreres. Una vegada va dir: "El que em convé és desaparèixer, cridant l'atenció el menys possible.

## Discografia
| - Please Please Please (1958) - Try Me! (1959) - Think! (1960) - The Amazing James Brown (1961) - James Brown and His Famous Flames Tour the U.S.A. (1962) - Prisoner of Love (1963) - Grits & Soul (1964) - Showtime (1964) - Out of Sight (1964) - James Brown Plays James Brown Today & Yesterday (1965) - Mighty Instrumentals (1966) - James Brown Plays New Breed (The Boo-Ga-Loo) (1966) - James Brown Sings Christmas Songs (1966) - Handful of Soul (1966) - James Brown Sings Raw Soul (1967) - James Brown Plays the Real Thing (1967) - Cold Sweat (1967) - I Can't Stand Myself When You Touch Me (1968) - I Got the Feelin' (1968) - James Brown Plays Nothing But Soul (1968) | - Thinking About Little Willie John and a Few Nice Things (1968) - A Soulful Christmas (1968) - Say It Loud – I'm Black and I'm Proud (1969) - Gettin' Down to It (1969) - The Popcorn (1969) - It's a Mother (1969) - Ain't It Funky (1970) - Soul on Top (1970) - It's a New Day – Let a Man Come In (1970) - Hey America (1970) - Sho Is Funky Down Here (1971) - Hot Pants (1971) - There It Is (1972) - Get on the Good Foot (1972) - Black Caesar (1973) - Slaughter's Big Rip-Off (1973) - The Payback (1973) - Hell (1974) - Reality (1974) - Sex Machine Today (1975) | - Everybody's Doin' the Hustle & Dead on the Double Bump (1975) - Hot (1976) - Get Up Offa That Thing (1976) - Bodyheat (1976) - Mutha's Nature (1977) - Jam 1980's (1978) - Take a Look at Those Cakes (1978) - The Original Disco Man (1979) - People (1980) - Soul Syndrome (1980) - Nonstop! (1981) - Bring It On! (1983) - Gravity (1986) - I'm Real (1988) - Love Over-Due (1991) - Universal James (1993) - I'm Back (1998) - The Merry Christmas Album (1999) - The Next Step (2002) |

## Filmografia
| - The T.A.M.I. Show (1964) – concert - Ski Party (1965) – amb The Famous Flames - James Brown: Man to Man (1968) – concert - The Phynx (1970) - Black Caesar (1973) – banda sonora - Slaughter's Big Rip-Off (1973) – banda sonora - The Blues Brothers (1980) – Reverend Cleophus James - Doctor Detroit (1983) – Bandleader - Rocky IV (1985) – The Godfather of Soul - Miami Vice (1987) – Lou De Long | - James Brown: Live in East Berlin (1989) – concert - The Simpsons (1993) – veu - When We Were Kings (1996) – documental - Duckman (1997) – Hostage Negotiator, veu - Soulmates (1997) – ell mateix - Blues Brothers 2000 (1998) – Reverend Cleophus James - Holy Man (1998) – ell mateix - Undercover Brother (2002) – ell mateix - The Tuxedo (2002) – ell mateix - The Hire: Beat the Devil (2002) – curtmetratge, ell mateix | - Paper Chasers (2003) – documental - Soul Survivor (2003) – documental - Sid Bernstein Presents (2005) – documental - Glastonbury (2006) – documental - Life on the Road with Mr. and Mrs. Brown (2007) – documental - Live at the Boston Garden: April 5, 1968 (2008) – concert - I Got The Feelin': James Brown in the '60s (2008) – concert - Soul Power (2009) – documental - Get on Up (2014) – documental |